# Onderhandse lening
Een onderhandse lening is een lening waarbij een geldnemer geld leent van een of enkele geldgevers. In tegenstelling tot de obligatielening is er bij de onderhandse lening sprake van direct contact tussen de geldlener en geldgever. De verschillende partijen maken zelf de afspraken. Onderhandse leningen kunnen verhandeld worden door middel van een akte van cessie, waarbij de houder van de vordering deze aan een ander overdraagt, en een verklaring van erkenning, waarbij de geldnemer de nieuwe houder erkent als zijn crediteur.